# Сурики
Сурики — деревня в Маловишерском районе Новгородской области России. Входит в состав Бургинского сельского поселения.
История. На территории нынешней деревни находятся 3 сопки - захоронения. В них захоранивали воинов со времён княгини Ольги. Деревня была основана в 1860-х годах. В ней жил архитектор Мстинского моста. По реке сплавлялись бревна.  До 1980-х годов по реке Мсте ходил паром, затонувший у деревенского пляжа. 

## География
Деревня находится в северной части Новгородской области, в подзоне южной тайги, на правом берегу реки Мсты, на расстоянии примерно 26 километров (по прямой) к юго-востоку от города Малая Вишера, административного центра района. Абсолютная высота — 47 метров над уровнем моря.

### Климат
Климат района характеризуется как умеренно континентальный, влажный, с продолжительной многоснежной зимой и относительно тёплым летом. Средняя многолетняя температура самого холодного месяца (января) составляет −9,2 °С (абсолютный минимум — −48 °C); самого тёплого месяца (июля) — 17 °C (абсолютный максимум — 35 °С). Тёплый период длится в среднем 215 дней, начиная с апреля. Устойчивые морозы устанавливаются в первых числах декабря и прекращаются в конце первой декады марта. Среднегодовое количество осадков составляет 731 мм, из которых большая часть выпадает в тёплый период.

### Часовой пояс
Деревня Сурики, как и вся Новгородская область, находится в часовой зоне МСК (московское время). Смещение применяемого времени относительно UTC составляет +3:00.

## Население
| 2010 | 2011 |
| ---- | ---- |
| 20   | ↗31  |

### Национальный состав
Согласно результатам переписи 2002 года, в национальной структуре населения русские составляли 97 % из 31 чел.